# 河内宏之
河内 宏之（かわち ひろし、1950年（昭和25年）8月28日 - ）は、日本の実業家。栃木県出身。（株）アカデミー代表取締役（ACADEMY・GROUP代表）。

## 概要
大学卒業後、銀行勤務を経て、学習塾を創業。現在、栃木県を中心に進学塾（「QUALIER」「ACADEMY」など）、幼稚園、大学受験予備校を運営し、自らも教壇に立つ。「子どもたちはダイヤモンドの原石。磨いて輝くダイヤモンドに成長させることが教師の使命」が持論で、生徒の学力を向上させることだけでなく、智力、人間力、体力の3つをバランスよく育ててこそ、未来を切り拓く上質な人づくりが実現できるとして「徳育」にも力を注いでいる。
CSR活動にも力を入れ、カンボジアに小学校2校、ネパールに小学校1校を建設。地元の栃木では県の少年サッカー「クオリィア杯」の主催し、全国中高女子アイスホッケー大会の後援も行う。

### 幸福の科学との関係
30代の頃、書店で見つけた宗教法人である幸福の科学の代表大川隆法の著書に感銘を覚え、1990年～2006年の間、同宗教法人の理事などを務めた。

## 学歴
- 1966年 - 宇都宮市立一条中学校 卒
- 1969年 - 栃木県立宇都宮東高等学校 卒
- 1973年 - 明治大学 経営学部 卒

## 経歴
- 1973年、足利銀行に入社。
- 1976年、退社・独立し、「杉の子学習塾」（後に、（株）総合教育スギノコ・アカデミー、現（株）アカデミー）を創業。
- 1980年、「株式会社杉の子学習塾」として法人設立。学習塾を株式会社化し、以後栃木県内の各都市へ学習塾事業を拡大する。
- 1985年、幼児の知能開発教育機関として「堯舜幼稚舎」を開園。
- 1988年、幸福の科学に入会。正会員になる[5]。
- 1990年9月、社長業を継続しながら、幸福の科学の運営にも参加。幸福の科学に入職。地方本部の本部長や、研修局長などを歴任。総本山立ち上げ期の三精舎の館長や総合本部長・副理事長等を務める[5]。
- 2006年、幸福の科学を退職。
- 2009年5月、幸福実現党の立党に参加し、幸福実現党栃木県本部代表に就任[5]。
- 2009年8月、 第45回衆議院議員総選挙に幸福実現党より、栃木県第1区から出馬したが落選[6][7]。
- 2010年8月、幸福実現党栃木県本部 幹事長に就任[5]。
- 2012年11月、宇都宮市長選に無所属で出馬したが落選。

## メディア出演
- 2009年、下野新聞、2009年8月20日 朝刊「成功を信じプラス思考」
- 2011年、リビングマロニエ3月19日号[8]
- 2011年、リビングマロニエ6月11日号[9]

## 著書
- 『0‐10歳「天才力」を育てるクオリィア学習法』幻冬舎ルネサンス、2006年11月1日発行、ISBN 978-4779000904
- 『国家百年の計としての教育改革』社会評論社、2007年10月発行、ISBN 978-4784506255
- 『社長!会社はこう動かすと潰れません』中経出版、2009年4月8日発行、ISBN 978-4806133384
- 『今月の言葉集Ⅰ』アカデミー、2009年発行、
- 『勇気が10倍湧いてくる言葉』PHP研究所、2010年12月発行、ISBN 978-4569793245